# シファッソークタム
シファッソークタム（学名：genus Siphusauctum）は、古生代カンブリア紀中期の海に棲息していた生物。バージェス動物群の中から発見され、トロント大学のローナ・オブライエンとジーン・キャロンにより2012年に発表された。名は「大きな(auctus)」「杯(siphus)」の意。種名は「群れ(gregalis)」

## 概要

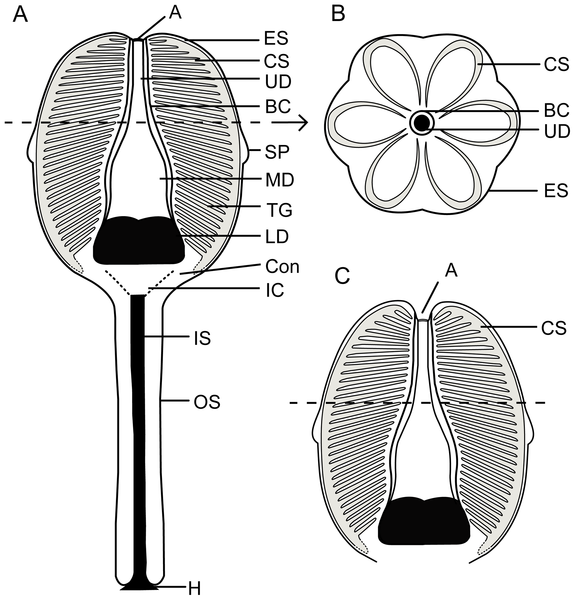
シファッソークタムの解剖模式図

体長は20cmほど。長い茎のような構造の先端に、チューリップの蕾のような頭部がある。"茎"の反対側の先端は円盤状になっており、海底に錨着していたと考えられる。

頭部は、中心に穴があり、それを6つの鞘のような構造が囲む。鞘の底には1つずつ穴があり、この穴から海中の有機物を吸い込み、中心の穴から吐き出していたようである。

また、種名の通り群生していた。42個体分の標本が密集して発見されているからである。

現生生物との類縁関係は全く不明。